# 長島槇子
長島 槇子（ながしま まきこ、1953年 - ）は、日本の小説家。
東京都生まれ。劇団「インカ帝国」での演劇活動後、脚本家としてデビュー。1997年、地方ラジオ局のシナリオ・コンクールで入賞。2002年「旅芝居怪談双六（たびしばいかいだんすごろく）」で学習研究社主催第3回ムー伝奇ノベル大賞優秀賞を受賞し、作家活動を開始。2007年「遊郭の怪談（さとのはなし）」でメディアファクトリー主催第2回『幽』怪談文学賞長編部門特別賞を受賞する。 同年、単行本『遊郭のはなし』（改題）で再デビュー。
「遊郭の怪談」は大賞に見合った実力を発揮しながら、すでにデビュー済みであったことと他の候補作に比して抜きんでいて過ぎたことで特別賞になったというエピソードを持つ。愛読書は澁澤龍彦や皆川博子、小川未明など。

## 作品の特徴
遊郭を舞台にした怪談的な小説を書くことが多く、エロスと幻想に満ちた作品を得意にしている。流浪の芸人や遊女に憧れているといい、遊郭の華やかな側面を愛する一方、その外側にある飢餓や貧困などの悲惨さを描くことをライフワークにしたいと考えている。

## 著作
- 旅芝居怪談双六(学習研究社)
- 七夕の客 新吉原くるわばなし(学研M文庫)
- 遊郭のはなし (幽ブックス)
- 色町のはなし―両国妖恋草紙(幽ブックス)
- 吉原純情ありんす国(ハヤカワ・ミステリワールド)

## 共著
- 怪談列島ニッポン　書き下ろし諸国奇談競作集(MF文庫ダ・ヴィンチ)
- 怪談実話系５(MF文庫ダ・ヴィンチ)
- 女たちの怪談百物語(幽ブックス)
- 厠の怪　便所怪談競作集(MF文庫ダ・ヴィンチ)

## 作品
- 『幽』vol.10　競作！椒図志異の世界『青楼の土瓶』

## エッセイ
- 『ダ・ヴィンチ』2008年6月号　吉原花魁物語『江戸庶民を魅了した粋の国　吉原遊郭』